# Cucha y país
Cucha y país (Izquierda y país en castellano) que engloba a nacionalistas, e incluso algunos defensores de las tesis independentistas moderadas que no simpatizan con Puyalón.

## Nacimiento
En las elecciones autonómicas y municipales de 2003 Chunta Aragonesista cosecha los mejores resultados de su historia, obteniendo el 13,72% de los votos a las Cortes de Aragón consiguiendo 9 diputados de un total de 67. Tras los problemas internos que agobiaron al partido desde 2004, iniciados con la expulsión de las hasta entonces juventudes del partido Chobenalla Aragonesista, en 2007 CHA sufrió una gran debacle electoral, de modo que su representación en las Cortes pasó a 4 diputados tras lograr el 8,17% de los sufragios.
El 12 y 13 de enero de 2008, se celebra en la ciudad de Huesca la VIII Asambleya Nazional para debatir la regulación de las juventudes del partido. Tras trece años de presidencia de Bizén Fuster, optaron al liderazgo del partido dos mujeres: Lola Giménez y Nieves Ibeas, ganando esta última.
Con la llegada a la presidencia de Ibeas, culmina el proceso de regeneración interna.Es en este momento cuando nace Cucha y País, al considerar que como fruto de esa renovación CHA ha perdido la esencia de su discurso original, el nacionalismo, para dar prioridad al discurso de izquierdas. En 2011 dicha corriente de opinión se escinde del partido desapareciendo como tal.